# بالوساوه
بالوساوه (به صربی: Balosave) یک روستا در صربستان است که در کنیچ واقع شده‌است.